# Triviotartessus cheesmanae
Triviotartessus cheesmanae är en insektsart som beskrevs av Evans 1981. Triviotartessus cheesmanae ingår i släktet Triviotartessus och familjen dvärgstritar. Inga underarter finns listade i Catalogue of Life.